# Kopciuszek (album)
Kopciuszek – trzeci album zespołu Mister Dex wydany przez wytwórnię Blue Star w sierpniu 1995 roku. Do piosenek "Kopciuszek", "Malowana lala" i "Naprawdę jaka jesteś" nagrano teledyski.

## Lista utworów

### Strona A
1. Kopciuszek
2. Karino
3. Naprawdę jaka jesteś
4. Selavi
5. Lato

### Strona B
1. Mówisz tak
2. Nie potrzeba
3. Ty mnie całuj
4. Paradise Club
5. Malowana lala